# 刘震东

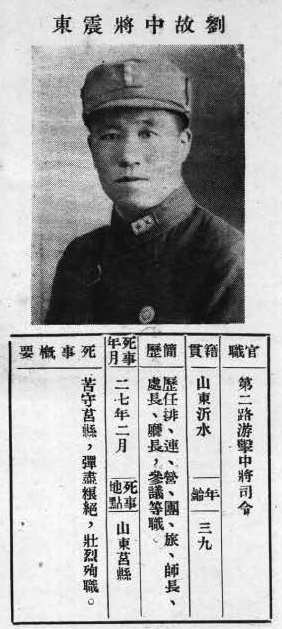
《抗戰軍人忠烈錄》（第一輯）中的劉震東烈士遺像

刘震东（1893年—1938年），字曦洲，山东沂水人。中华民国大陆时期军事将领。东北讲武堂毕业。曾任东北军7师6旅旅长，15师中将师长，东北军总司令部中将参议，东北边防军总司令部中将主任参事，义勇军5军团总指挥，察哈尔抗日同盟军骑兵挺进军1军2旅旅长，察哈尔抗日同盟军第2挺进军23师师长，西北“督剿”专员，西安行营参议兼总务处长，5战区高参兼2路游击司令。

## 生平

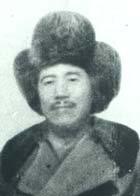
早年照片

山东沂水（今沂南县张庄）人。20岁时进济宁道尹公署任书记，后考入东北陆军讲武堂。毕业后，历任东北军排长、连长、营长、团长等职。1925年奉军重新整编后，升任第七师第六旅旅长。1928年，入陆军大学受训，学成后出任东北边防军总司令部中将主任参事。
1931年“九一八”事变爆发后，他前往热河（今分属河北、辽宁、内蒙）招募组织抗日义勇军，自任第五军团总指挥，在赤峰、开鲁展开游击战。1933年2月，日军向热河发动进攻。此前，张学良已将东北抗日义勇军收编为七个军团。刘震东所部五千多人是第一军团的主力，驻扎在开鲁大树营子，守卫热河北路开鲁至赤峰一线。21日，日军第六师团主力、第十一旅团及「蒙古军」一部，向刘震东驻地偷袭。刘率军反击，将敌击退。次日，敌又以飞机轮番轰炸，并配以炮击，刘部奋力反击，终因火力不敌，损失惨重，被迫放弃阵地，向开鲁以南转移。在极端困苦的条件下，继续转战，袭击日军。
1933年5月，冯玉祥在察哈尔组织抗日同盟军，转战热河的刘震东首先通电响应，加盟后被委任为第二挺进军第二十三师师长。在冯玉祥的领导下，参加了保卫察省，收复失地的战斗。1935年6月，东北军被迫移驻陕西，刘震东随军到西安。在此期间，他逐步接受共产党团结抗日的主张，为共御外侮而奔走，颇受张学良器重。西安事变后，任西安行营参议兼总务处长，并协助于学忠整顿东北军。
1937年抗日战争全面爆发后，刘震东立即带人回乡组织地方抗日武装，还多次致电南京，请缨抗敌，并于同年11月亲赴南京请战。一个月后，刘震东被任命为第五战区高参兼第二路游击司令，但队伍需由自己组建。在兵饷两无的条件下，刘震东尽最大努力开展工作。他立即张榜招募抗日志士，并派胞弟回山东老家号召乡人入伍。为了给部队筹集饷项，他令家人打开自家的粮仓变卖积存的数十石粮食，并说：“只求有办法救国，虽倾家亦在所不惜。”刘震东的所为获得了民众的广泛拥护，在1938年初便组成了有两千余人的第二路游击队，包括爱国青年学生、农民武装及原第三路军溃散的人马，其属下遍及胶东、鲁北、鲁南和苏北等地。他亲率部队不断袭击小股敌人，炸毁日军仓库，破坏日军运输线，有力地配合了正规军作战。他被称为“游击刘司令”。
1938年1月，日军精锐坂垣第五师团在青岛登陆后，为配合矶谷师团合围台儿庄，分两路全力向临沂进逼，直取徐州。2月中旬，刘震东奉命率领两个支队由陇海线上的新安（今新沂）北上莒县，归第三军团长庞炳勋指挥，参加保卫临沂一线的战斗。到2月17日，第五师团田野支队及伪军武装共五千余人，逼近临沂东北的莒县、沂水和日照一线。第五战区令海军陆战队及民团从正面阻击来敌，刘震东率部下毫不畏惧，冒着日军猛烈的飞机轰炸和重炮的轰击，奋勇抵抗日军的进攻，双方相持三日之久。后奉命开往莒县城西。21日下午，刘震东率部入城坚守。刘部两个支队仅四百余人，每人只有几枚马尾手榴弹，全队枪支弹药很少，但大家士气高昂。入城后，刘震东立即组织构筑临时防御工事，堵塞东门、北门。他边组织防御准备，边四处巡视，鼓舞士气。入夜，援军一一五旅在旅长朱家麟率领下抵达莒县，此后，许树声也率县大队开回城里。当夜，守军成立了城防指挥部，刘震东任总指挥，他表示要与莒城共存亡。22日拂晓，日军从东、北、西三面将莒县城包围。5时半，日军发起攻击。激战中，城外南面高地被敌人攻占。刘震东指挥部队奋力争夺。日军多次以重炮、机枪掩护攀城，均被守军击退。为了歼灭城南之敌，刘震东以两营士兵组成敢死队，冲出南门，包抄敌侧后，南门之敌溃逃。但北门之敌，因有险可据，始终未能歼灭。后日军主力会聚北门，强行攻城，战况惨烈，城北告急。刘震东闻讯，不顾劝阻，登上城墙，奔赴北角指挥作战。一个多小时后，日军十余人携轻机枪登上城墙，集中火力向守军扫射,城西北角被日军攻破。刘震东冒着弹雨，在北城墙上飞奔督战，指挥堵击。就在城西北角被守军夺回之际，他不幸头部、腹部中弹，壮烈殉国。时年45岁。
刘震东牺牲后，第五战区司令长官李宗仁在徐州亲自主持召开了追悼会。《新华日报》也对他的事迹进行报道。3月9日，国民政府发布褒扬令，表彰刘震东的战功，并追晋陆军中将。